# 汤姆·斯托拉德
汤姆·斯托拉德（英語：Tom Stallard，1978年9月11日—），英国前男子赛艇运动员。他曾代表英国参加2004年和2008年夏季奥林匹克运动会赛艇比赛，其中2008年奥运会获得一枚银牌。
他在2008年退役后加入一级方程式的迈凯伦车队担任车队工厂的工程师。2014年起担任车手简森·巴顿的赛事工程师，负责在比赛中对车手进行沟通和技术支持。并在之后先后担任过斯托弗·范多恩、小卡洛斯·塞恩斯、丹尼尔·里卡多等人在迈凯伦车队时期的赛事工程师。2023年起，他开始担任奥斯卡·皮亚斯特里的赛事工程师。